# Karl Kling

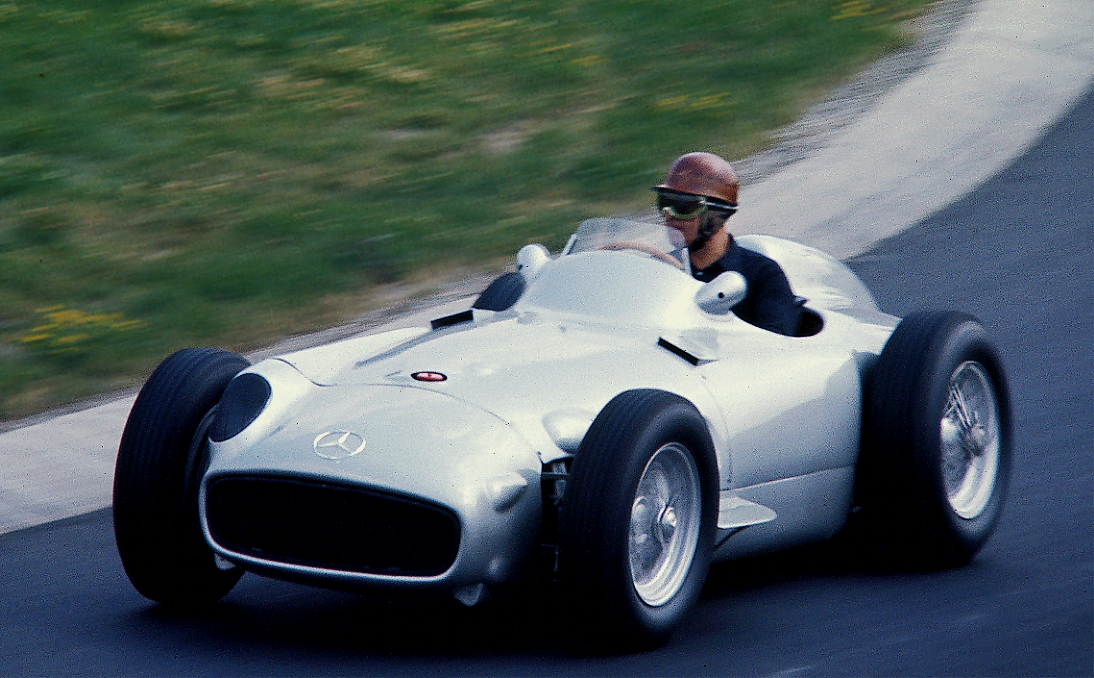
Kling i en Mercedes-Benz W196, 1976.

Karl Kling, född 16 september 1910 i Gießen, död 18 mars 2003 i Gaienhofen, var en tysk racerförare.

## Racingkarriär
Kling tävlade i backetävlingar för Mercedes-Benz under 1930-talet innan det andra världskriget började. Han blev under kriget mekaniker i Luftwaffe. 
Han återupptog därefter sin racingkarriär, och fick köra i formel 1 för Mercedes säsongen 1954. Han kom tvåa i Frankrike, efter en formationsmålgång, endast 0,1 sekunder bakom segraren Juan Manuel Fangio. 
Han vann ett formel 1-race, Berlins Grand Prix 1954, vilket dock kördes utanför mästerskapet.

## F1-karriär
| Säsong | Stall/Tillverkare | Poäng | Placering |
| ------ | ----------------- | ----- | --------- |
| 1954   | Mercedes-Benz     | 12    | 5         |
| 1955   | Mercedes-Benz     | 5     | 11        |